# Christian August Hausen
Christian August Hausen (Dresden, 19 de junho de 1693 — Leipzig, 2 de maio de 1743) foi um matemático e físico alemão.
É conhecido por suas pesquisas sobre eletricidade.
Hausen estudou matemática na Universidade de Halle-Wittenberg e obteve o grau de mestre em 1712. Foi professor extraordinário de matemática na Universidade de Leipzig com 21 anos de idade e depois (1726) foi professor ordinário.
Hausen também pesquisou fenômenos elétricos, usando um gerador triboelétrico. Na introdução de seu livro, Novi profectus in historia electricitatis, publicado postumamente, Hausen afirma ter iniciado estes experimentos pouco antes de sua morte. O gerador de Hausen era similar a geradores existentes na época, tal qual o de Francis Hauksbee. Consistia em um globo de vidro girado por uma corda e uma grande roda. Um assistente esfregava o globo com suas mãos para produzir eletricidade estática.  O livro de Hausen descreve seu gerador e estabelece uma teoria da eletricidade na qual a eletrificação é uma consequência da produção de vórtices em um fluido elétrico universal.

## Obras
- De Hierosolymis aureis. Wittenberg 1713
- De demonstratione existentiae dei, de ellipsibus infinitis propositiones geometricae. Leipzig 1714
- Theoria motus solis circa proprium axera, quam disputatane pro loco in amplissima … proposuit. Leipzig 1726
- De perceptionum idearumque in mente humana productione et nexu.
- Considertiones hydraulicae de aquae effluentis mensura, ad Loca aliquod Frontini explicanda.
- De vi perceptiva animae.
- De contradictionibus Scepticorum.
- De substantia et accidente.
- De rebus quibusdam ex regno minerali
- De variis modis per ignem aliquid significandi
- De variis cognnitionis et ingeniorum humanorum generibus it.
- De styli, quo eruditi homines utuntur varia indole.
- De catione et reasctione cont. Keilium et Defagulierum.
- Elementa mathesos. Leipzig 1734
- Novi profectus in historia electricitatis. Leipzig 1743 (editado por J. C. Gottsched)